# زمینه جامعه‌شناسی
زمینهٔ جامعه‌شناسی یکی از کتاب‌های امیرحسین آریانپور دربارهٔ جامعه‌شناسی است که ابتدا در سال ۱۳۴۴ منتشر شد. او این کتاب را از یکی از آثار ویلیام آگ‌برن و میر نیمکوف، جامعه‌‍شناسان آمریکایی، ترجمه و اقتباس کرده است. استقبال از کتاب چنان زیاد بود که در دو هفته نایاب شد و تا زمان انقلاب، چندین بار به‌صورت قانونی و غیرقانونی منتشر شده بود. کاظم کردوانی و تقی رحمانی این کتاب را از آثار تأثیرگذار بر نسل جوان پیش از انقلاب می‌دانند.